# Mary Kornman
Mary Kornman (Idaho Falls, Idaho, 27 de diciembre de 1915-Glendale, California, 1 de junio de 1973) fue una actriz infantil de estadounidense, conocida por su papel de estrella femenina en la serie de cortos de La Pandilla en la época del cine mudo de Pathé.

## La Pandilla
Nacida en Idaho Falls, Idaho, su padre era Gene Kornman, una cámara del productor Hal Roach. Tras Peggy Cartwright, que solo actuó en cuatro o cinco episodios de La Pandilla, Mary pasó a ser la primera protagonista femenina de la serie, actuando en más de 40 cintas. Gracias a ello fue una de las estrellas de la serie entre 1922 y 1926.

## Carrera tras La Pandilla
Tras dejar la serie, Kornman tuvo una provechosa carrera, que prolongó pasados los veinte años de edad. También volvió a actuar con su compañero en La Pandilla Mickey Daniels, ambos ya adultos , coincidiendo con él en una versión adolescente de La Pandilla, The Boy Friends. 
Kornman se casó con Leo Tover, un cámara, en o alrededor de 1934, pero se divorció cinco años después. Posteriormente se casó con Ralph B. McCutcheon, un entrenador de caballos que trabajaba en algunos de los westerns interpretados por ella. Este último matrimonio duró hasta la muerte de la actriz.
En 1935 actuó en Queen of the Jungle, con Reed Howes. El mismo año también trabajó en The Desert Trail, en compañía de John Wayne. Kornman siguió haciendo cine hasta 1940, año en que se retiró de la pantalla.

## Últimos años
Kornman no tuvo hijos y, tras retirarse, se dedicó a su marido, viviendo con él en un rancho de su propiedad dedicados al cuidado de caballos. Aunque nunca volvió al cine, mantuvo un estrecho contacto con sus amistades y conocidos en Hollywood.
Mary Kornman falleció a causa de un cáncer en 1973 en Glendale (California). Su marido, 16 años mayor que ella, falleció en 1975. Ambos fueron enterrados en el Cementerio Linn Grove en Greeley (Colorado).

## Filmografía

### La Pandilla
- The Champeen (1923)
- The Cobbler (1923)
- The Big Show (1923)
- A Pleasant Journey (1923)
- Dogs of War (1923)
- Lodge Night (1923)
- July Days (1923)
- No Noise (1923)
- Stage Fright (1923)
- Derby Day (1923)
- Tire Trouble (1924)
- Big Business (1924)
- The Buccaneers (1924)
- Seein' Things (1924)
- Commencement Day (1924)
- Cradle Robbers (1924)
- Jubilo, Jr. (1924)
- It's a Bear (1924)
- High Society (1924)
- The Sun Down Limited (1924)
- Every Man for Himself (1924)
- Fast Company (1924)
- The Big Town (1925)
- Circus Fever (1925)
- Dog Days (1925)
- The Love Bug (1925)
- Shootin' Injuns (1925)
- Ask Grandma (1925)
- Official Officers (1925)
- Boys Will Be Joys (1925)
- Mary, Queen of Tots (1925)
- Your Own Back Yard (1925)
- Better Movies (1925)
- One Wild Ride (1925)
- Good Cheer (1926)
- Buried Treasure (1926)
- Monkey Business (1926)
- Baby Clothes (1926)
- Uncle Tom's Uncle (1926)
- Thundering Fleas (1926)
- Shivering Spooks (1926)
- The Fourth Alarm (1926)
- Fish Hooky (1933)
- Reunion in Rhythm (1937)

### The Boy Friends
- Doctor's Orders (1930)
- Bigger and Better (1930)
- Ladies Last (1930)
- Blood and Thunder (1931)
- High Gear (1931)
- Love Fever (1931)
- Air-Tight (1931)
- Call a Cop! (1931)
- Mama Loves Papa (1931)
- The Kick-Off! (1931)
- Love Pains (1932)
- The Knock-Out (1932)
- Too Many Women (1932)
- Wild Babies (1932)

### Otras producciones
- Rupert of Hee Haw (1924)
- Short Kilts (1924)
- Isn't Life Terrible? (1925)
- Let's Do Things (1931)
- Are These Our Children? (1931)
- The Hollywood Handicap (1932)
- Exposure (1932)
- Me and My Pal (1933)
- Bondage (1933)
- College Humor (1933)
- Neighbors' Wives (1933)
- Please (1933)
- Volando a Río
- Just an Echo (1934)
- The Quitter (1934)
- Picture Brides (1934)
- Strictly Dynamite (1934)
- Financial Jitters (1934)
- Madame Du Barry (1934)
- Smokey Smith (1935)
- Roaring Roads (1935)
- The Desert Trail
- Adventures Knights (1935)
- Queen of the Jungle
- The Calling of Dan Matthews (1935)
- Swing It, Professor (1937)
- Youth on Parole (1937)
- King of the Newsboys (1938)
- That Certain Age (1938)
- I Am a Criminal (1938)
- Zenobia (1939)
- On the Spot (1940)

### Actuaciones no confirmadas enLa Pandilla
Hay algunas discrepancias sobre los primeros filmes de La Pandilla en los que actuó Kornman. Según la web The Lucky Corner ella no apareció en ninguna de las cintas siguientes:
- One Terrible Day (1922)
- Young Sherlocks (1922)
- Saturday Morning (1922)
- A Quiet Street (1922)